# Prawa człowieka w Polsce
Prawa człowieka w Polsce – szczegółowe prawa człowieka są chronione na podstawie rozdziału II Konstytucji Rzeczypospolitej Polskiej (1997) i dodatkowo gwarantowane przez ratyfikowane traktaty międzynarodowe.
Mimo to, międzynarodowe organizacje zajmujące się ich ochroną zgłaszały ich naruszenia, dokonywane zwłaszcza przez szeroko pojęte służby specjalne, a naukowcy, np. prof. Wieruszewski i Katarzyna Sękowska-Kozłowska z Poznańskiego Centrum Praw Człowieka PAN, na problem zaległości w ratyfikacji traktatów i konwencji.

## Stan prawny

### Regulacje narodowe

#### Konstytucja
Polska konstytucja zapewnia poszanowanie praw człowieka oraz praw obywatelskich:
- prawo do własności i dziedziczenia (art. 21)
- prawo do wolności (art. 31)
- równości wobec prawa oraz zakaz dyskryminacji (art. 32)
- równość wobec prawa ze względu na płeć (art. 33)
- prawo do posiadania obywatelstwa polskiego – dla potomków obywateli polskich (art. 34)
- wolność zachowania tożsamości i języka mniejszości narodowych (art. 35)
- prawo obywateli do opieki poza granicami kraju (art. 36)
- prawną ochronę życia (art. 38)
- wolność od poddawania eksperymentom naukowym bez zgody (art. 39)
- wolność od tortur, nieludzkiego i poniżającego traktowania oraz karania i stosowania kar cielesnych (art. 40)
- wolność i nietykalność osobista (art. 41)
- prawo do obrony (art. 42)
- prawo do rzetelnego procesu (art. 45)
- prawo do prywatności (art. 47)
- prawo do wychowania dzieci zgodnie z własnymi przekonaniami (art. 48)
- prawo do nienaruszalności mieszkania (art. 50)
- prawo do ochrony danych osobowych (art. 51)
- wolność poruszania się po kraju, wyjazdu i powrotu (art. 52)
- wolność wyznania i poglądów (art. 53-54)
- wolność do gromadzenia i zrzeszania się (art. 57-59)
- prawo do równego dostępu do służby publicznej (art. 60)
- prawo do informacji publicznej (art.61)
- prawo wyborcze, rozumiane jako czynne prawo wyborcze dla obywateli (art. 62)
- prawo petycji (art. 63)

#### Rzecznik praw obywatelskich
Urząd Rzecznika Praw Obywatelskich został w Polsce powołany w 1987, pomimo autorytarnego ustroju RP w tamtym czasie. Rzecznik stoi na straży wolności i praw człowieka i obywatela określonych w Konstytucji oraz w innych aktach normatywnych. Zadaniem Rzecznika jest to, by badać, czy nie nastąpiło naruszenie prawa, zasad współżycia i sprawiedliwości społecznej wobec obywateli, na skutek działania lub zaniechania organów, organizacji i instytucji, obowiązanych do przestrzegania i realizacji tych wolności i praw.

### Regulacje międzynarodowe
Demokratyzacja życia politycznego i społecznego, będąca konsekwencją przełomu roku 1989, pozwoliła na pełną akceptację międzynarodowych regulacji w dziedzinie ochrony praw człowieka. Efektem tych zmian było ratyfikowanie wielu umów oraz przyjęcie międzynarodowych procedur kontrolnych.

#### ONZ

##### Konwencje ratyfikowane albo oczekujące ratyfikacji
Polska jest obecnie stroną następujących umów i traktatów Organizacji Narodów Zjednoczonych dotyczących praw człowieka (według roku ratyfikacji):
- Międzynarodowa Konwencja w sprawie Likwidacji Wszelkich Form Dyskryminacji Rasowej (1969),
- Międzynarodowy Pakt Praw Obywatelskich i Politycznych (1977),
- Międzynarodowy Pakt Praw Gospodarczych, Społecznych i Kulturalnych (1977),
- Konwencja w sprawie likwidacji wszelkich form dyskryminacji kobiet (1981),
- Konwencja w sprawie zakazu tortur oraz innego okrutnego, nieludzkiego lub poniżającego traktowania albo karania (1989),
- Konwencja o prawach dziecka (1991),
- Protokół Fakultatywny do Międzynarodowego Paktu Praw Obywatelskich i Politycznych (1992),
- Protokół fakultatywny do Konwencji o prawach dziecka w sprawie handlu dziećmi, dziecięcej prostytucji i dziecięcej pornografii (2002),
- Protokół fakultatywny do Konwencji w sprawie likwidacji wszelkich form dyskryminacji kobiet (2004),
- Protokół fakultatywny do Konwencji o prawach dziecka w sprawie angażowania dzieci w konflikty zbrojne (2005),
- Protokół Fakultatywny do Konwencji w sprawie zakazu stosowania tortur oraz innego okrutnego, nieludzkiego lub poniżającego traktowania albo karania (2006),
- Konwencja o prawach osób niepełnosprawnych (2012),
- Drugi Protokół Fakultatywny do Międzynarodowego Paktu Praw Obywatelskich i Politycznych w sprawie zniesienia kary śmierci (2014),
- Traktat o handlu bronią (2014).

oraz sygnatariuszem (podpisała, ale nie wdrożyła):
- Aktu końcowego Konferencji Bezpieczeństwa i Współpracy w Europie (KBWE) podpisanego w Helsinkach w 1975[6]
- Międzynarodowej konwencji w sprawie ochrony wszystkich osób przed wymuszonymi zaginięciami (przyjęta przez ONZ w 2006)[7]
- Konwencja w sprawie zakazu stosowania tortur (1984).

Mimo podpisania w 1989 Konwencji w sprawie zakazu stosowania tortur (1984), Rzeczpospolita Polska nie wprowadziła do swojego prawa karnego przestępstwa tortur w rozumieniu art. 1 Konwencji, nie wypełniając tym samym swoich zobowiązań międzynarodowych. Komitet Praw Człowieka ONZ zalecił również ścisłe zdefiniowanie przestępstwa o charakterze terrorystycznym, gdyż definicja z art. 115 kk była zbyt szeroka i mogła prowadzić do naruszeń praw człowieka.

##### Zaległości ratyfikacyjne
Do deklaracji niepodpisanych przez Polskę zaliczają się (według daty przyjęcia przez ONZ):
- Konwencja o statusie bezpaństwowców (1954)
- Konwencja o ograniczaniu bezpaństwowości (przyjęta przez ONZ w 1961)
- Międzynarodowa konwencja w sprawie ochrony praw wszystkich pracowników migrujących (1990)
- Protokół Fakultatywny do Konwencji o prawach osób niepełnosprawnych (2006)
- Konwencja o zakazie użycia amunicji kasetowej (2008)
- Protokoł Fakultatywny Międzynarodowego Paktu Praw Gospodarczych, Społecznych i Kulturalnych (2008)
- Poprawka do art. 8 Rzymskiego Statutu Międzynarodowego Trybunału Karnego (2010)
- Poprawka dotycząca przestępstwa agresji do Rzymskiego Statutu Międzynarodowego Trybunału Karnego (2010)
- Protokół fakultatywny Konwencji o prawach dziecka w sprawie procedury skargowej (2011)

Jako powód nieprzyjmowania niektórych konwencji podawane są różne powody, poza obowiązkiem ochrony obywateli i wypłacania odszkodowań, np. przyjęcie konwencji o zakazie użycia amunicji kasetowej wiązałoby się ze stratami dla polskiego przemysłu zbrojeniowego i (według Ministerstwa Spraw Zagranicznych) zmniejszeniem skuteczności bojowej.

#### Rada Europy

##### Europejski Trybunał Praw Człowieka
Polska jest członkiem ETPCz od 1993 r.
Według danych obejmujących lata 1959–2010, Trybunał rozpatrzył 874 sprawy przeciwko Polsce, z czego w 761 przypadkach stwierdził naruszenia Konwencji o ochronie praw człowieka i podstawowych wolności. Daje to Polsce czwarte miejsce po Turcji, Włoszech i Rosji (na 46 państw-stron Konwencji). Najczęściej stwierdzanym naruszeniem była przewlekłość postępowania sądowego – 397 przypadków.
Według danych na koniec 2015, Polska była na ósmym miejscu pod względem liczby spraw zawisłych przed Trybunałem. 2,6% wszystkich spraw dotyczyło Polski.

##### Konwencje Rady Europy
Polska podpisała następujące konwencje (data ratyfikacji):
- Europejska konwencja praw człowieka (1993),
- inne konwencje[15]

Następujące konwencje zostały podpisane, ale ich nie ratyfikowano (data podpisania przez Polskę):
- Konwencja o ochronie praw człowieka i godności istoty ludzkiej w odniesieniu do zastosowań biologii i medycyny (1999),
- Protokół dodatkowy do Konwencji o ochronie praw człowieka i godności istoty ludzkiej w odniesieniu do zastosowań biologii i medycyny dotyczący zakazu klonowania istot ludzkich (1999),
- Europejska Konwencja o obywatelstwie (1999),
- Konwencja o cyberprzestępczości (2001),
- Protokół dodatkowy do Konwencji o cyberprzestępczości dotyczący kryminalizacji działań o charakterze rasistowskim i ksenofobicznym popełnianych przy użyciu systemów komputerowych (2003),
- Konwencja w sprawie kontaktów z dziećmi (2003),
- Europejska Karta Społeczna (zrewidowana) (2005),
- Konwencja Rady Europy o ochronie dzieci przed seksualnym wykorzystywaniem i niegodziwym traktowaniem w celach seksualnych (2007),
- Protokół nr 14bis do Konwencji o ochronie praw człowieka i podstawowych wolności (2009),
- Trzeci protokół dodatkowy do Europejskiej Konwencji o ekstradycji (2011),
- Protokół dodatkowy do Prawnokarnej Konwencji o korupcji (2011),
- Czwarty protokół dodatkowy do Europejskiej Konwencji o ekstradycji (2012)
- Konwencja Rady Europy o zapobieganiu i zwalczaniu przemocy wobec kobiet i przemocy domowej (2012).

Polska nie podpisała następujących konwencji (data przyjęcia przez Radę Europy):
- Europejskie Porozumienie Tymczasowe dotyczące zabezpieczenia społecznego na wypadek starości, inwalidztwa i dla osób pozostających przy życiu (1953),
- Protokół do Europejskiego Porozumienia Tymczasowego dotyczącego zabezpieczenia społecznego na wypadek starości, inwalidztwa i dla osób pozostających przy życiu (1953),
- Europejska Konwencja o pomocy społecznej i medycznej (1953),
- Protokół do Europejskiej Konwencji o pomocy społecznej i medycznej (1953),
- Europejski kodeks zabezpieczenia społecznego (1964),
- Protokół do europejskiego kodeksu zabezpieczenia społecznego (1964),
- Europejska Konwencja o międzynarodowej ważności wyroków karnych (1970),
- Europejska Konwencja o repatriacji nieletnich (1970),
- Europejska Konwencja o przekazywaniu ścigania w sprawach karnych (1972)
- Europejska Konwencja o zabezpieczeniu socjalnym (1972),
- Porozumienie dodatkowe do Europejskiej Konwencji o zabezpieczeniu socjalnym (1972),
- Europejska Konwencja o niestosowaniu przedawnienia wobec zbrodni wojennych i zbrodni przeciwko ludzkości (1974),
- Konwencja o ograniczaniu przypadków wielokrotnego obywatelstwa i o obowiązku służby wojskowej w przypadkach wielokrotnego obywatelstwa (1977),
- Protokół dodatkowy do Konwencji o ograniczaniu przypadków wielokrotnego obywatelstwa i o obowiązku służby wojskowej w przypadkach wielokrotnego obywatelstwa (1977),
- Protokół zmieniający Konwencję o ograniczaniu przypadków wielokrotnego obywatelstwa i o obowiązku służby wojskowej w przypadkach wielokrotnego obywatelstwa (1977),
- Europejska Konwencja o statusie prawnym pracowników migrujących (1977),
- Europejska Konwencja o kompensacji dla ofiar przestępstw popełnionych z użyciem przemocy (1983),
- Europejski kodeks zabezpieczenia społecznego (zrewidowany) (1990),
- Konwencja o uczestnictwie cudzoziemców w życiu publicznym na poziomie lokalnym (1992),
- Protokół do Europejskiej Konwencji o zabezpieczeniu socjalnym (1994),
- Dodatkowy protokół do Europejskiej Karty Społecznej wprowadzający system skarg zbiorowych (1995),
- Protokół nr 12 do Konwencji o ochronie praw człowieka i podstawowych wolności (2000),
- Protokół dodatkowy do Konwencji o ochronie praw człowieka i godności istoty ludzkiej w odniesieniu do zastosowań biologii i medycyny dotyczący transplantacji organów i tkanek pochodzenia ludzkiego (2002),
- Protokół dodatkowy do Konwencji o ochronie praw człowieka i godności istoty ludzkiej w odniesieniu do zastosowań biologii i medycyny dotyczący badań biomedycznych (2005),
- Konwencja Rady Europy o unikaniu zjawiska bezpaństwowości w związku z sukcesją państw (2006),
- Europejska Konwencja o przysposobieniu dzieci (zrewidowana) (2008),
- Protokół dodatkowy do Konwencji o ochronie praw człowieka i godności istoty ludzkiej w odniesieniu do zastosowań biologii i medycyny dotyczący testów genetycznych dla celów zdrowotnych (2008),
- Konwencja Rady Europy o dostępie do oficjalnych dokumentów (2009),
- Konwencja Rady Europy dotycząca podrabiania produktów leczniczych oraz podobnych przestępstw wiążących się z zagrożeniami dla zdrowia publicznego (2011),
- Protokół nr 15 do Konwencji o ochronie praw człowieka i podstawowych wolności (2013),
- Konwencji Bioetycznej Rady Europy.

Jako przyczyna nieprzyjmowania Konwencji bioetycznej wymieniana jest obawa polskiego rządu o wypłacanie odszkodowań
.

## Nadużycia i przypadki łamania

### Nieludzkie traktowanie
Raport Human Rights Watch z 2012 roku wskazuje, że Polska ma jedną z najbardziej restrykcyjnych ustaw aborcyjnych. Pogwałca ona zakaz okrutnego i nieludzkiego traktowania osób oraz narusza prawo do prywatności i życia rodzinnego.

### Dyskryminacja

#### Osoby LGBT
Raport HRW z 2012 krytykuje także występującą w Polsce dyskryminację ze względu na orientację seksualną i tożsamość płciową, natomiast raport HRW z 2017 zwraca uwagę na to, że osoby popełniające w Polsce zbrodnie nienawiści związane z orientacją seksualną unikają odpowiedzialności. Raport ILGA Europe plasuje Polskę na pozycji 38 z 49 krajów wspomnianych w raporcie mierzącym równouprawnienie osób LGBT.
W obliczu inicjatywy mającej na celu chronienie praw człowieka w aspekcie osób homoseksualnych, rząd polski wykazał się wrogością.

#### Niepełnosprawność
Dyskryminacja ze względu na niepełnosprawność jest jednym z tematów poruszonych w raporcie HRW z 2012.

#### Ksenofobia
Za problematyczne uznano też w Polsce wzmagającą się mowę nienawiści i przemoc wobec migrantów.

### Policja i Straż Graniczna

#### Nadużywanie siły
Zgodnie z raportami Europejskiego Komitetu Zapobiegania Torturom, przez cały okres trwania III Rzeczypospolitej dochodziło do nadużywania siły przez policję, nieludzkiego traktowania zatrzymanych i tortur. W raporcie z 2011 roku Komitet stwierdził, iż policjanci stosowali wobec zatrzymanych przemoc fizyczną, taką jak bicie w podeszwy stóp czy rażenie prądem genitaliów.
Raporty Departamentu Stanu USA wskazywały na nadużywanie przemocy podczas likwidacji protestów i blokad drogowych.
Dochodziło do bicia zatrzymanych, także za pomocą pałek, i celowego ucisku podczas zakładania kajdanek. Donoszono o fizycznym złym traktowaniu i groźbach w celu otrzymania zeznań, stosowanych przez Policję i Straż Graniczną, także wobec osób młodocianych poniżej 14 roku życia; osoby takie zmuszane były do podpisywania oświadczeń o popełnieniu przestępstwa. Stwierdzono poniżanie aresztowanych w niektórych komendach Policji, gdzie umieszczano więźniów nago w metalowych klatkach podczas przeszukania. Podczas kontroli Komitetu znajdowano w komendach przedmioty niewiadomego przeznaczenia, takie jak kije bejsbolowe, żelazne drągi, pałki i młotki.
Mimo licznych skarg na złe traktowanie przez funkcjonariuszy, jedynie niewielka ich część była uwzględniana. Stwierdzono braki proceduralne i brak pomocy prawnej uniemożliwiające zatrzymanym na skuteczne upominanie się o swoje prawa.

#### Azyl
Raport HRW z 2017 zauważa, że polskie organizacje pozarządowe oskarżyły władzę o uniemożliwianie azylantom wejścia na terytorium Polski przez Białoruś, by szukać schronienia. Ten sam raport wymienia sprawę tadżyckiej aktywistki: Shabnam Khudoydodova została zatrzymana w czerwcu 2015 w Brześciu (Białoruś) jako poszukiwana listem gończym z żądaniem ekstradycji i listem gończym Interpolu za napisanie serii postów na rzecz reform demokratycznych w Tadżykistanie. Polska Straż Graniczna uniemożliwiła jej przekroczenie granicy polskiej, gdzie planowała ona ubiegać się o azyl. Tadżyckie władze skazały ją za ekstremizm i wciąż domagają się jej ekstradycji.

#### Tajemnica medyczna
Nie respektowano prawa do zachowania tajemnicy medycznej przez zatrzymanych przez przeprowadzanie badań lekarskich w obecności policjantów.

### Ustawa antyterrorystyczna
Raport HRW z 2017 r. wskazuje, że wprowadzona ustawa antyterrorystyczna zawiera w swojej treści możliwość śledzenia cudzoziemców przez okres do trzech miesięcy bez zgody sądu. Ta sama ustawa daje też prawo dowódcom do wydawania komand snajperom do zastrzelenia, by uniknąć ataku na ludzkie życie, zdrowie lub odzyskując porwanego, kiedy kraj jest w najwyższym stanie zagrożenia. O ile przepisy ONZ zezwalają policji na używanie śmiercionośnej siły w ostateczności by ratować ludzkie życie, o tyle polska ustawa wzbudza obawy, że dowódca może wydawać rozkaz zastrzelenia kogoś bez ustalenia, czy jest bezpośrednie zagrożenie życia.

### Przeludnienie w więzieniach i aresztach śledczych
Według byłego naczelnika Służby Więziennej Pawła Moczydłowskiego polskie więziennictwo w okresie PRL charakteryzowało przeludnienie oraz powszechne represje, bicie więźniów, przemoc między więźniami oraz bezkarność służby więziennej, która była wyjęta spod kontroli społecznej.
Departament Stanu Stanów Zjednoczonych w 2008 i 2009 roku uznał warunki w polskich jednostkach penitencjarnych za niespełniające standardów międzynarodowych. W latach od 1999 do 2007 w polskich więzieniach występowało przeludnienie, które największe rozmiary osiągnęło w latach 2005 (kiedy pozbawiono wolności 83 000 ludzi na 50 000 miejsc) i 2006 roku.
W roku 2010 największymi problemami polskiego więziennictwa były niedostateczna, nie spełniająca minimalnych standardów opieka zdrowotna, do której nie wszyscy aresztowani i skazani mieli dostęp, jak również przemoc między osadzonymi i strażników wobec osadzonych. Helsińska Fundacja Praw Człowieka wskazała na naruszenia praw więźniów przy udzielaniu im opieki medycznej, zwłaszcza prawa do zachowania tajemnicy lekarskiej.

### Nadużywanie aresztu tymczasowego
Raport HRW wskazuje na to, że w Polsce stosowane są bardzo długie okresy tymczasowego aresztowania.
Istnieje przypadek osoby, której areszt tymczasowy został przedłużany co najmniej 29 razy, i w rezultacie osoba ta była pozbawiona wolności przez niemal 8 lat bez postawienia jakichkolwiek zarzutów. Praktyka aresztów tymczasowych jest kontynuowana, pomimo wyroku ETPCz i licznych upomnień nawiązujących do Europejskiej Konwencji Praw Człowieka.

### Tajne więzienia CIA
W marcu 2008 roku Prokuratura Stołeczna miasta Warszawa wszczęła postępowanie, przekazane następnie do Biura ds. Przestępczości Zorganizowanej Prokuratury Krajowej w celu zbadania, czy zaistniała zgoda polskich władz na utworzenie tajnych więzień CIA na terenie Polski, w których miało dochodzić do torturowania więźniów przez funkcjonariuszy CIA. Ewentualna zgoda byłaby rezygnacją z suwerenności nad częścią terytorium kraju i pogwałceniem polskiego prawa i międzynarodowych konwencji zakazujących tortur i zezwalania na nie. Według raportu Rady Europy w bazie wojskowej w Starych Kiejkutach byli nielegalnie wobec przyjętych przez Polskę przepisów międzynarodowych przewożeni i przesłuchiwani przez CIA więźniowie. Abd ar-Rahim an-Nasziri twierdził, iż był przetrzymywany i torturowany w tajnym więzieniu CIA na terenie Polski. Polska Agencja Żeglugi Powietrznej stwierdziła w grudniu 2009 roku, iż samoloty CIA lądowały w Polsce na lotnisku Szymany.
Według raportu HRW z 2017 r., brak jest jakiegokolwiek postępu w sprawie tajnych więzień CIA.

### Handel ludźmi
Polska jest krajem tranzytowym i docelowym dla handlu ludźmi, piątym w Unii Europejskiej pod względem liczby osób pokrzywdzonych procederem.

### Niewolnictwo
Polska zajmuje 100 miejsce na 167 krajów w Global Slavery Index z szacowaną liczbą 128 000 ofiar niewolnictwa, statystycznie 3,4 osoby na 1000 mieszkańców. Polska jest klasyfikowana jako kraj będący głównie źródłem handlu ludźmi.